# Soyen
Soyen là một đô thị trong huyện Rosenheim bang Bayern thuộc nước Đức.